# ملعب فولكسبارك
ملعب فولكسبارك (بالألمانية: Volksparstadion) هو ملعب كرة قدم يقع في مدينة هامبورغ الألمانية. يسع الملعب لجلوس 56 ألف متفرج. يعتبر الملعب الرسمي الذي يخوض عليه نادي هامبورغ مبارياته. تم افتتاح الملعب في 12 يوليو 1953 ثم تم تجديده في سنة 1998.

## مباريات كأس العالم

### كأس العالم 1974
| التاريخ       | الفريق الأول    | النتيجة | الفريق الثاني   | الجولة                       | الحضور |
| ------------- | --------------- | ------- | --------------- | ---------------------------- | ------ |
| 14 يونيو 1974 | ألمانيا الشرقية | 2–0     | أستراليا        | الدور الأول، المجموعة الأولى | 15,800 |
| 18 يونيو 1974 | أستراليا        | 0–3     | ألمانيا الغربية | الدور الأول، المجموعة الأولى | 53,300 |
| 22 يونيو 1974 | ألمانيا الشرقية | 1–0     | ألمانيا الغربية | الدور الأول، المجموعة الأولى | 60,200 |

### كأس العالم 2006
| التاريخ       | الفريق الأول   | النتيجة | الفريق الثاني | الجولة                          | الحضور |
| ------------- | -------------- | ------- | ------------- | ------------------------------- | ------ |
| 10 يونيو 2006 | الأرجنتين      | 2–1     | ساحل العاج    | دور المجموعات، المجموعة الثالثة | 49,480 |
| 15 يونيو 2006 | الإكوادور      | 3–0     | كوستاريكا     | دور المجموعات، المجموعة الأولى  | 50,000 |
| 19 يونيو 2006 | السعودية       | 0–4     | أوكرانيا      | دور المجموعات، المجموعة الثامنة | 50,000 |
| 22 يونيو 2006 | جمهورية التشيك | 0–2     | إيطاليا       | دور المجموعات، المجموعة الخامسة | 50,000 |
| 30 يونيو 2006 | إيطاليا        | 3–0     | أوكرانيا      | ربع النهائي                     | 50,000 |

## مباريات كأس أوروبا

### يورو 88
| التاريخ       | الفريق الأول    | النتيجة | الفريق الثاني | الجولة      | الحضور |
| ------------- | --------------- | ------- | ------------- | ----------- | ------ |
| 21 يونيو 1988 | ألمانيا الغربية | 1–2     | هولندا        | نصف النهائي | 61,330 |